# Pyrnus fulvus
Pyrnus fulvus är en spindelart som först beskrevs av Ludwig Carl Christian Koch 1875.  Pyrnus fulvus ingår i släktet Pyrnus och familjen Trochanteriidae. Inga underarter finns listade i Catalogue of Life.